# اس‌اس هایبرنیا (۱۹۶۱)
اس‌اس هایبرنیا (۱۹۶۱) (به انگلیسی: SS Hibernia (1861)) یک کشتی بود که طول آن ۳۶۰ فوت (۱۱۰ متر) بود. این کشتی در سال ۱۸۶۱ ساخته شد.